# Denis O’Brien (Unternehmer)

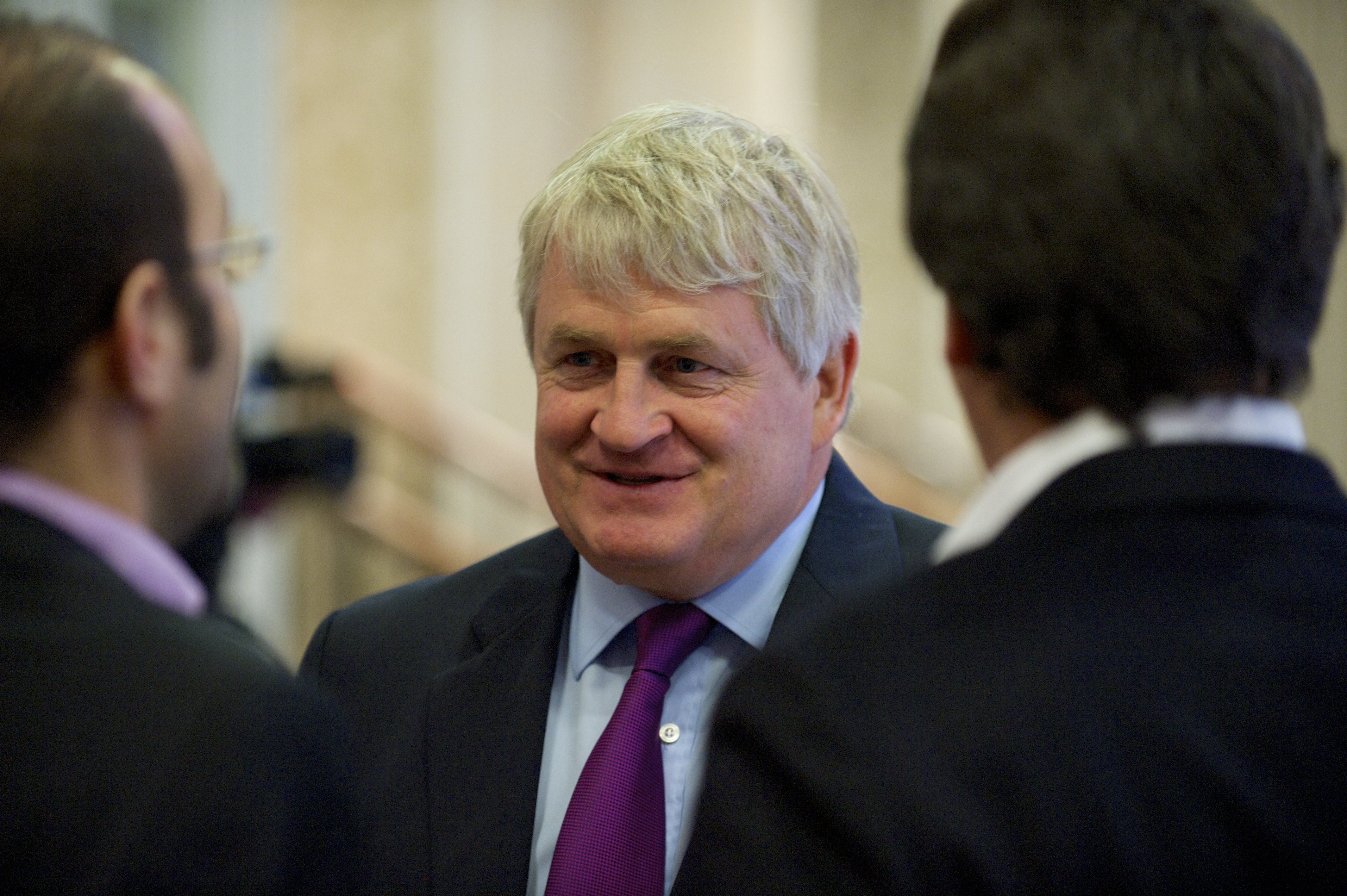
Denis O’Brien (2014)

Denis O’Brien (* 10. April 1958 in Cork) ist ein irischer Unternehmer und Milliardär.
Er gründete das Telekommunikationsunternehmen Digicel und zählte im Jahr 2015 zu den 200 reichsten Milliardären weltweit. Er war für mehrere Jahre die reichste Person Irlands.

## Leben
O’Brien wurde 1958 in der Stadt Cork an der Südküste Irlands geboren. Er hat einen Bruder und zwei Schwestern und wuchs im Dubliner Stadtteil Ballsbridge auf. Er besuchte die Schule in Rathgar. Sein erstes Geld verdiente er als Hotelpage im Alter von 14 Jahren. Mit 15 fing er an, als Gebäudereiniger zu arbeiten.
Im Jahr 1977 erwarb O’Brien einen BA in Politik und Geschichte am University College Dublin. Während seines Studiums erhielt er ein Stipendium für das Boston College, Vereinigte Staaten, wo er einen MBA-Abschluss machte.
Nach seiner Rückkehr nach Irland wurde er von der Trinity Bank, einer kleinen Investmentbank in Dublin, angestellt. Anschließend wurde er persönlicher Assistent von Tony Ryan, dem Gründer der Fluggesellschaft Ryanair.
Im August 1997 heiratete O’Brien Catherine Walsh. Das Paar hat vier Kinder.

## Unternehmerisches Wirken
Die Erfahrungen und entstandenen Kontakte aus seinem frühen Berufsleben nutzend, begann O’Brien in den 1980er Jahren seine eigenen unternehmerischen Aktivitäten zu entfalten.

### Communicorp
O’Brien war bis Anfang 2021 Eigentümer von Communicorp, einer europaweit tätigen Medienholding. Er hatte das Unternehmen 1989 in Irland gegründet, wo es unabhängige Radiosender wie Newstalk und Today FM besaß. Das Unternehmen expandierte auf Märkte in osteuropäischen Ländern und verkaufte später einige seiner Sender an lokale Betreiber. Im Jahr 2014 expandierte Communicorp in das Vereinigte Königreich und erwarb acht Radiosender im ganzen Land; 2017 brachte Communicorp seine britischen Radiosender in ein neues unabhängiges Unternehmen, Communicorp UK, ein, an dem O’Brien 98 % der Anteile hielt. Im Februar 2021 verkaufte O’Brien Communicorp für rund 100 Millionen Euro an Bauer Media Audio.

### Esat Telecom und Esat Digifone
Im Jahr 1991 gründete O’Brien ein Telekommunikationskonsortium namens Esat Telecom, um mit der staatlichen Telecom Eireann zu konkurrieren. Gemeinsam mit Telenor, dem staatlichen norwegischen Telekommunikationsbetreiber, wurde ferner Esat Digifone gegründet, das sich erfolgreich um die zweite irische GSM-Mobilfunklizenz bewarb. Die Umstände der Lizenzvergabe an Esat Digifone wurden zum Gegenstand des Moriarty-Tribunals.
Am 7. November 1997 führte die Esat Telecom Group plc einen Börsengang durch und wurde an der irischen Börse, der Londoner Börse und der NASDAQ notiert. Im Jahr 2000 machte Telenor ein Angebot für die Kontrolle des Unternehmens, aber O’Brien verkaufte es an die BT und soll dabei 250 Millionen Euro eingenommen haben.

### Aergo Capital
Im Jahr 1999 war O’Brien Mitbegründer der Flugzeugleasinggesellschaft Aergo Capital, an der er 80 % der Anteile hielt. Von der Gründung bis 2014 handelte Aergo mit mehr als 150 Flugzeugen mit einem Bruttowert von über 791 Mio. Euro. Im Oktober 2014 verkauften O’Brien und sein Partner das Unternehmen an die US-Investmentfirma CarVal.

### Independent News & Media
In den späten 2000er Jahren begann O’Brien mit dem Kauf von Aktien von Independent News & Media (INM) und gab schließlich geschätzte 500 Millionen Euro aus, um einen Anteil von 29,9 % an dem Unternehmen zu erwerben. O’Brien geriet mit dem Vorstand des Unternehmens aneinander, insbesondere mit dem früheren Eigentümer Tony O’Reilly, der 2009 von seinem Posten als CEO zurücktrat und 2014 den Großteil seiner INM-Aktien verkaufte. Im April 2019 verkauften O’Brien und Dermont Desmond, der damals zweitgrößte INM-Aktionär, ihre Anteile an die belgische Mediengruppe Mediahuis; O’Brien erhielt Berichten zufolge 43,5 Mio. Euro als Teil des Deals.
Im Juni 2019 wurde Independent News & Media an die belgische Gruppe Mediahuis verkauft und von der Börse Euronext Dublin genommen. Es wurde berichtet, dass er mit seiner INM-Investition insgesamt mehr als 450 Mio. EUR verloren hat.

### Digicel
Im Jahr 2001 gründete O’Brien Digicel, ein Telekommunikationsunternehmen, das in der Karibik, in Mittelamerika und im asiatisch-pazifischen Raum tätig ist. Mit dem Geld aus dem Verkauf von Esat Telecom baute O’Brien mit Digicel ein drahtloses Netzwerk in Jamaika auf. Im selben Jahr expandierte Digicel in den Südpazifik. Seit 2022 ist Digicel in 25 Ländern tätig.
Zusammen mit Digicel gründete O’Brien die Digicel Foundation, die mit lokalen Organisationen zusammenarbeitet, um Projekte zur Förderung des Gemeinwohls zu entwickeln, Schulen und Gesundheitszentren zu bauen und den Wiederaufbau nach Katastrophen zu unterstützen. Nach dem Erdbeben in Haiti 2010 sagte O’Brien 3,5 Mio. Euro zu, um den Wiederaufbau zu unterstützen. Der haitianische Präsident Michel Martelly verlieh O’Brien den Nationalen Verdienstorden für seine Investitionen, Beiträge und die Förderung des Landes. 2015 erhielt O’Brien die Ehrenmitgliedschaft im Order of Jamaica für seine Verdienste um die Telekommunikationsbranche des Landes.
Im Oktober 2021 kündigte Digicel den Verkauf seines Pazifikgeschäfts an das australische Telekommunikationsunternehmen Telstra Corp. an. Der Verkauf wurde mit 1,85 Mrd. US-Dollar bewertet und im Juli 2022 abgeschlossen. Telstra erwarb alle sechs Digicel-Märkte im Pazifikraum, darunter Fidschi, Nauru, Papua-Neuguinea, Samoa, Tonga und Vanuatu.

### Actavo
Im Jahr 2012 kaufte O’Brien das Versorgungsunternehmen Siteserv von der Irish Bank Resolution Corporation (IBRC) für 45 Mio. Euro. 2015 wurde das Unternehmen in Actavo umbenannt. Actavo wurde über O’Briens Firma Millington auf der Isle of Man gekauft und kontrolliert.
Im Jahr 2016 expandierte Actavo in die Vereinigten Staaten durch den Kauf von Atlantic Engineering Services, einem Hochbauunternehmen. Actavo war auch an dem Ausbau von Glasfasernetzen für Digicel in der Karibik beteiligt.

### Topaz Energy
Im Dezember 2013 erwarb O’Brien durch Übernahme von 300 Mio. Euro Schulden bei der IBRC die Firma Topaz Energy. Im Dezember 2014 gab die Muttergesellschaft von Topaz, Kendrick Investments, bekannt, dass sie das gesamte irische Geschäft von Esso kaufen würde.
Im Dezember 2015 kündigte Alimentation Couche-Tard, ein kanadisches Convenience-Store-Unternehmen, an, dass es Topaz kaufen wolle. Der Verkauf wurde im Februar 2016 abgeschlossen; Topaz beschäftigte zum Zeitpunkt des Verkaufs mehr als 2000 Mitarbeiter und hatte einen Anteil von fast 35 % am irischen Verbrauchermarkt.

### Tätigkeiten außerhalb eigener Kerngeschäfte
Im Jahr 1998 kaufte O’Brien die Firma Planal SA, die das „Quinta do Lago“ Golf Resort an der Algarve in Portugal betrieb.
Im Jahr 2000 wurde O’Brien Direktor der Bank of Ireland und im September 2005 wurde er zum stellvertretenden Gouverneur der Bank ernannt. Im September 2006 trat er sowohl als stellvertretender Gouverneur als auch als Mitglied des Verwaltungsrats der Bank zurück. O’Brien begründete das Ausscheiden mit der großen zeitlichen Belastung, die sein wachsendes internationales geschäftliches Engagement bedeutete.
In den frühen 2000er Jahren erwog O’Brien den Kauf des englischen Fußballvereins Doncaster Rovers, dessen Stadion „Belle Vue“ er seit 1998 besaß. Letztlich entschied er im Jahr 2013, das Fußballstadion zu verkaufen und sich nicht weiter bei dem Verein zu engagieren.
Zwischen 2008 und 2016 spendete O’Brien dem Irischen Fußballverband (FAI) bis zu 12 Mio. Euro, um die Gehälter von hochrangigen Funktionären des Verbandes, darunter Giovanni Trapattoni, zu finanzieren. 2018 wurde O’Brien zum Ehrenpräsidenten auf Lebenszeit des FAI ernannt.
Im Jahr 2006 erwarb O’Brien einen Anteil von 2,82 % am schottischen Fußballverein Celtic Glasgow von dessen ehemaligem Manager Martin O’Neill.

## Gemeinnütziges Engagement
Im Juni 2000 gründete O’Brien die nach seiner Mutter benannte Iris O'Brien Stiftung, über die er viele seiner philanthropischen Bemühungen koordiniert. Er unterstützte mehrere Wohltätigkeitsorganisationen und Kampagnengruppen, darunter die Menschenrechtsgruppe Front Line Defenders. Front Line Defenders wurde 2001 von O’Brien mitbegründet, um den Schutz von Menschenrechtsverteidigern weltweit zu unterstützen. O’Brien war von 2021 bis 2024 Mitglied des Vorstands.
O’Brien unterstützte mittels seiner Position bei der Bank of Ireland die Special Olympics World Summer Games 2003, für die er Vorsitzender des Organisationskomitees und später Vorsitzender des Rates der Schirmherren war.
Im Jahr 2004 sorgte O’Brien für die Gründung der Digicel Foundation, die Tausende von Projekten in der Karibik und im Pazifikraum finanziert hat.
Seit 2012 ist O’Brien Mitglied des US-amerikanischen Vorstands von Concern Worldwide, einer humanitären Hilfsorganisation. Er hat mit der Clinton Global Initiative (CGI) zusammengearbeitet. Nach dem Erdbeben in Haiti 2010 arbeitete O’Brien mit dem Haiti Action Network der CGI und der Digicel Haiti Foundation zusammen, um beim Wiederaufbau des „Iron Market“ in Port-au-Prince zu helfen.
Im Jahr 2012 erhielt O’Brien vor allem wegen seiner Katastrophenhilfe in Haiti den Clinton Global Citizen Award des früheren Präsidenten Bill Clinton.
Im Jahr 2015 stiftete O’Brien ein voll finanziertes Stipendium für irische Studenten, die am Boston College einen MBA-Abschluss erwerben können.

## Ehrungen
- 2006: Ehrendoktorwürde verliehen vom University College Dublin[5]
- 2011: Nationaler Verdienstorden Haitis (Ordre national du Mérite)[52]
- 2012: Clinton Global Citizen Award
- 2015: Ehrenmitgliedschaft im Order of Jamaica
- 2018: Ehrenpräsident auf Lebenszeit der Football Association of Ireland
- 2019: Preis für außerordentliche Leistungen zur Förderung der Beziehungen zwischen Irland und den Vereinigten Staaten, verliehen vom Irish-US Council[53]